# Schlosskirche (Hassenberg)

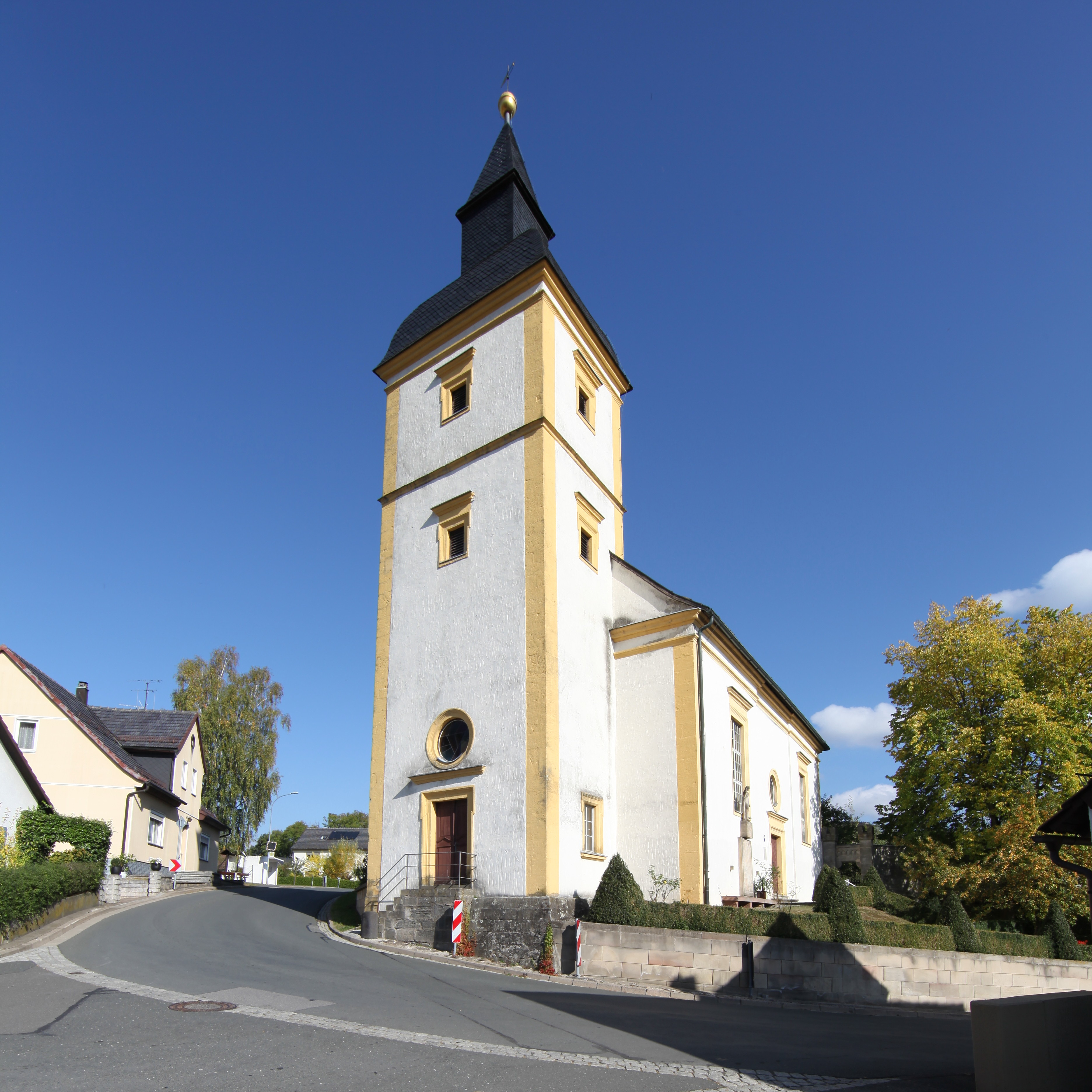
Schlosskirche in Hassenberg

Die evangelisch-lutherische Schlosskirche im oberfränkischen Hassenberg, einem Gemeindeteil von Sonnefeld im Landkreis Coburg, wurde 1690 errichtet.

## Geschichte
1684 kaufte der coburgische Kammerdirektor Christoph Sebastian Freiherr Stockhorner von Starein, der seine Heimat Österreich aufgrund seiner Religionszugehörigkeit verlassen musste, das Rittergut Hassenberg. Er ließ eine alte Burg abtragen und 1689 das Schloss sowie 1690 die benachbarte Schlosskirche als Hauskirche und Grablege in ihrer heutigen Form errichten. 1694 veräußerte Freiherr Stockhorner von Starein das Gut Hassenberg. Dies wechselte dann oftmals den Besitzer. Im 18. Jahrhundert war dieser unter anderem der kaiserliche General Freiherr Heinrich Johann von Schilling. 1841 erfolgte eine Restaurierung der Kirche.
Die Kirche wurde 1856 zusammen mit dem Gut und dem Schloss nach einer Zwangsversteigerung vom Herzogtum Sachsen-Coburg erworben. Im Jahr 1860 erfolgte die Einrichtung eines Zuchthauses, das 1911 geschlossen wurde. Das Gotteshaus war in dem Zeitraum eine Anstaltskirche.
Hassenberg gehörte zum Gestungshäuser Kirchensprengel. Ab 1929 wurden in der Filialkirche regelmäßig Gottesdienste für die Hassenberger Gemeindeglieder gehalten. 1936 überließ der bayerische Staat unentgeltlich die staatseigene Kirche der neugegründeten Kirchengemeinde. 1950 wurde Hassenberg eine selbstständige Kirchengemeinde. Ein Jahr später folgte die Umpfarrung des Nachbarorte Wörlsdorf, das bis dahin zu Fechheim gehörte. 1954 wurde eine Pfarrstelle eingerichtet. Die Kirchengemeinde hatte damals etwa 1000 Mitglieder, im Jahr 2015 waren es rund 700.
1980/81 ließ die Kirchengemeinde eine umfassende Instandsetzung durchführen. Das Geläut wurde erweitert und ein neuer Kirchenaufgang gebaut. Anfang der 1990er Jahre erfolgte ein Orgelneubau. Mitte der 2010er Jahre steht wieder eine umfangreiche Sanierung an.

## Baubeschreibung
Die Saalkirche steht im teilweise ummauerten Schlossbezirk am Hang und im inneren Winkel einer Straßenbiegung. Das Kirchhaus mit seinen 150 Sitzplätzen hat einen schlichten, einfach rechteckigen Saal mit 15,35 Meter Länge und 9,1 Meter Breite, umgeben an drei Seiten von einer eingeschossigen Empore. Die Haupteingänge befinden sich im Süden und Norden. Der höher liegende nördliche Eingang hat einen Vorraum mit einer Treppe, die nach unten ins Kirchenschiff führt, und einer Treppe nach oben zur Empore. Beidseits der Türen der Nord- und Südseite befinden sich jeweils ein großes rechteckiges Fenster. Die Ostseite hat zwei gleiche Fenster. Die Fenster sind meist mit Ohren, zum Teil auch mit Fascien versehen.

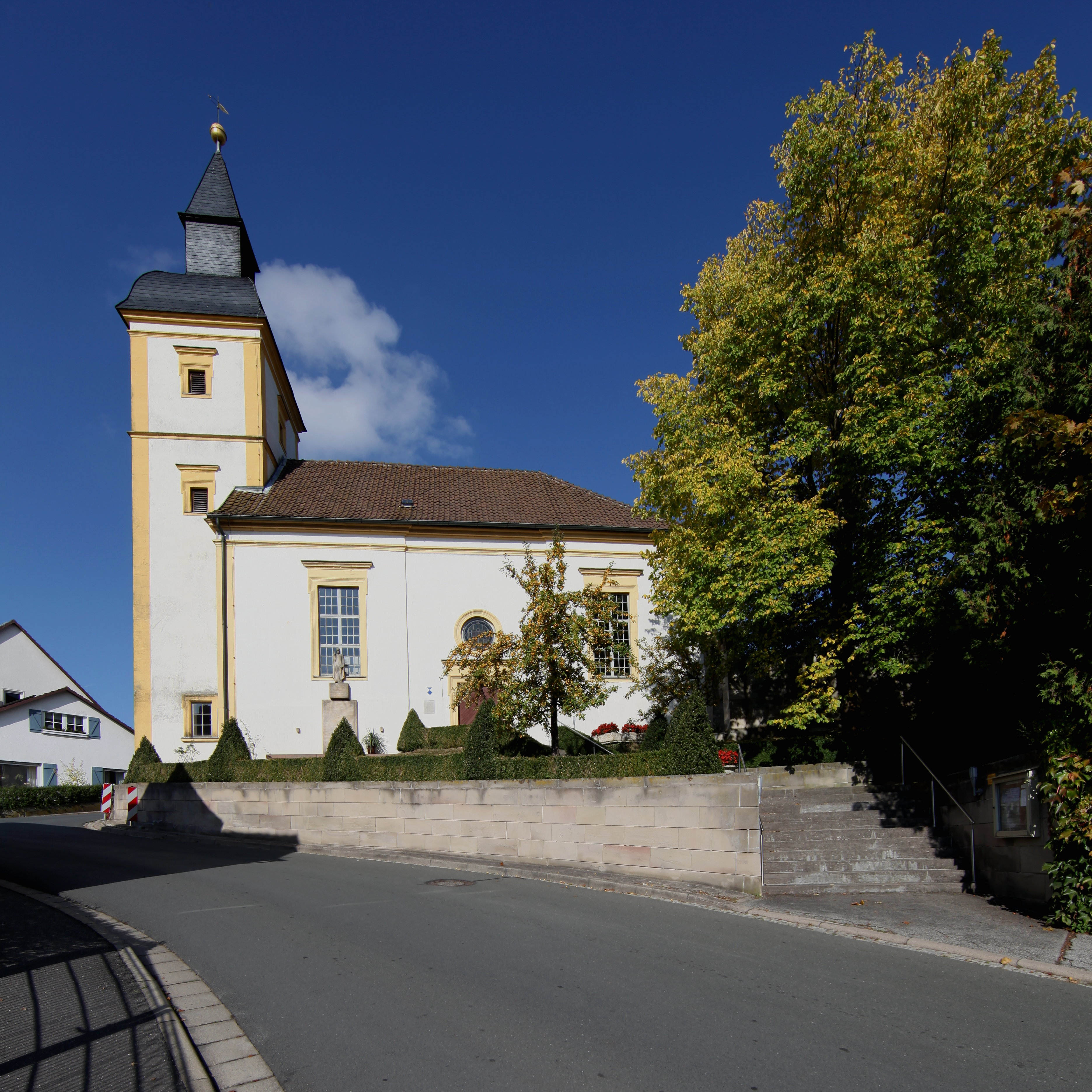
Seitenansicht

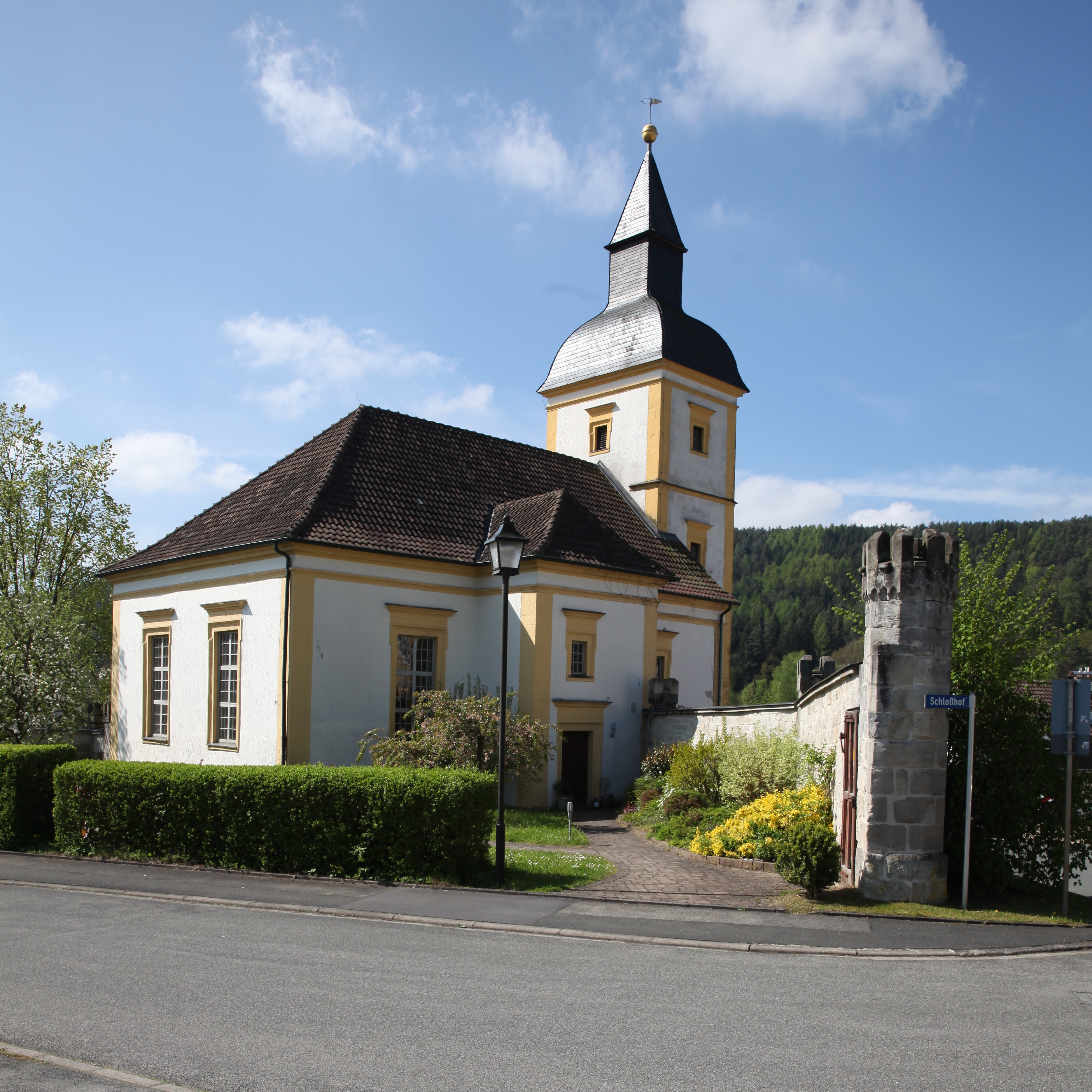
Nord-Ost-Seite

Das Sockelgeschoss des westlich angeordneten Kirchturmes ist 2,0 Meter lang sowie 4,35 Meter breit und beherbergt die Sakristei. Der Turmoberbau hat zwei Geschosse mit Fenstern, darauf eine Schweifkuppel, gefolgt von einem viereckigen Aufsatz und einem Helm als Abschluss.
Den Innenraum überspannt eine mit Stuck reich geschmückte, hölzerne Flachdecke. Ein mit Blättern und Blumen verzierter Längsbalken in der Mitte teilt die Decke in zwei große lange Felder, die besonders gerahmt sind. In den beiden Feldern sind je drei große Deckengemälde angeordnet. Die weiße Stuckdecke, wohl ein Werk der italienischen Brüder Castelli, hat keine flachen Verzierungen, sondern zeigt plastisch Blumen und große Südfrüchte, die sechs farbige Fresken umrahmen. Engelsfiguren, Leidenswerkzeuge Jesu haltend, befinden sich dazwischen. Die Deckengemälde stammen wohl von dem Coburger Hofmaler Johannes Schuster. Sie zeigen sechs Szenen aus dem Leben Christi: Verkündigung und Geburt, Taufe und Auferstehung, Himmelfahrt und Ausgießung des heiligen Geistes.
Zum Kirchinnern sind die Fenster flachbogig und mit Stuck eingerahmt. Über dem Scheitel befinden sich leere Kartuschen mit Fruchtgewinden zu den Seiten und kleinen Reliefs darüber.
Der Altar ist freistehend. Das Altarbild an der Ostwand stammt aus dem 18. Jahrhundert und zeigt Christi Himmelfahrt. Es ist umrahmt von gedrehten und mit Weinlaub verzierten Säulen. Links und rechts stehen kleine Petrus- und Paulusfiguren. In der Mitte befindet sich ein Aufsatz mit einem Wappen, bekrönt mit einer Christusfigur. Die Emporenbrüstungen sind mit Girlanden bemalt. Die klassizistische Kanzel an der südlichen Empore stammt aus dem 18. Jahrhundert. Sie ruht auf einem korinthisch Pfeiler und ist durch Akanthusrankenwerke sowie hölzerne Evangelistenfiguren verziert. Unter dem Altarraum befindet sich eine Gruft und unter der Sakristei eine Grabstelle. In der Gruft wurden der General von Schilling und Familienangehörige beigesetzt. In der Grabstelle liegt Johann Wilhelm von Wasmer, Ehemann von Paula von Wasmer, einer geborene Brentano, begraben.

## Orgel
Die erste Orgel wurde 1878 bis 1880 durch einen unbekannten Orgelbauer aufgestellt. 1913 reparierte der Coburger Carl Graßmuck das Instrument. 1930 folgte eine Instandsetzung durch E. Dietmann aus Lichtenfels. Die Disposition der Orgel wurde später modernisiert. Das Instrument hatte sieben Register auf einem Manual und Pedal.
Von 1991 bis 1992 baute der Orgelbaumeister Thomas Wolf aus dem Vogtland eine neue Orgel mit zwölf Registern auf zwei Manualen und Pedal. Ein dreizehntes Register blieb bislang unbesetzt.
Der historische Prospekt blieb erhalten. Die Orgel hat ein kastenförmiges Gehäuse mit einem dreiteiligen Prospekt. Säulenpilaster und flache Kielbogen fassen die Pfeifenfelder ein. Leisten und Säulenkapitelle bilden den oberen Abschluss.
Disposition
- I. Manual Hauptwerk C–g³: 1. Principal 4′, 2. Rohrgedackt 8′, 3. Spitzgedackt 4′, 4. Waldflöte 2′, 5. Mixtur 3fach 1 1/3′
- II. Manual Hinterwerk C–g³: 6. Lieblich Gedackt 8′, 7. Rohrflöte 4′, 8. Principal 2′, 9. Terz 1 3/5′, 10. Cymbel 2fach 1′,

Tremulant
- Pedal C–f¹: 11. Subbaß 16′, 12. Pommer 8′ (noch nicht verwirklicht), 13. Flötenbaß 4′
- Koppeln: Manualkoppel II/I, Pedalkoppel I/P, Pedalkoppel II/P